# パノムサーラカーム郡
座標: 北緯13度44分40秒 東経101度20分49秒 / 北緯13.74444度 東経101.34694度
パノムサーラカーム郡（パノムサーラカームぐん）はタイ中部・チャチューンサオ県にある郡（アムプー）。

## 名称
パノムサーラカームとは「山の全家」という意味である。

## 歴史
パノムサーラカームはアユタヤ王朝時代には地方として存在していた。ラーマ3世（ナンクラオ）の時代、チャオプラヤー・ボーディンデーチャーがラオスやクメールを攻撃し、捕虜を連れてこの地域に住まわせた。パノムサーラカームの住民の一部はこれらの捕虜の子孫である。
パノムサーラカームは長らく地方の中心都市であったが1894年に郡（アムプー）として成立した。

## 地理
バーンパコン川の支流の形成した平地にある。郡内はほぼ平地であるが山もあり代表的なものにカオ・ドンヤーン（ドンヤーン山）がタムボン・ノーンヘーンにある。郡には、ターラート川があるが郡内はこの河川しかない。
交通は国道304号線が東西に通っており、東にサナームチャイケート、西にチャチューンサオ方面と通じる。国道3096号線が北に延びておりナコーンナーヨック方面と、国道319号線が北に延びておりプラーチーンブリー方面と、国道3347号線が西に延びておりバーンクラー方面と通じる。

## 経済
郡内の主な産業は農業、畜産、漁業、家内制工業などである。主な農業生産品は、コメ、タピオカ、大豆である。

## 行政区分
郡内には8のタムボンがあり、さらにその下位に86の村（ムーバーン）がある。自治体（テーサバーン）があり以下のようになっている。
- テーサバーンタムボン・コカヌン・・・タムボン・コカヌンの一部
- テーサバーンタムボン・パノムサーラカーム・・・タムボン・パノムサーラカームの一部
- テーサバーンタムボン・カオヒンソーン・・・タムボン・カオヒンソーンの一部

また、郡内には8のタムボン行政体（オンカーンボーリハーンスワンタムボン）がある。
1. タムボン・コカヌン・・・ตำบลเกาะขนุน
2. タムボン・バーンソーン・・・ตำบลบ้านซ่อง
3. タムボン・パノムサーラカーム・・・ตำบลพนมสารคาม
4. タムボン・ムアンカオ・・・ตำบลเมืองเก่า
5. タムボン・ノーンヤーオ・・・ตำบลหนองยาว
6. タムボン・ターターン・・・ตำบลท่าถ่าน
7. タムボン・ノーンヘーン・・・ตำบลหนองแหน
8. タムボン・カオヒンソーン・・・ตำบลเขาหินซ้อน